# لیک رونکونکوما (نیویورک)
لیک رونکونکوما (به انگلیسی: Lake Ronkonkoma) یک منطقهٔ مسکونی در ایالات متحده آمریکا است که در شهرستان سافک، نیویورک واقع شده‌است. لیک رونکونکوما ۱۲٫۷ کیلومتر مربع مساحت و ۲۰٬۱۵۵ نفر جمعیت دارد و ۲۲ متر بالاتر از سطح دریا واقع شده‌است.